# Ngarmpun Vejjajiva
Ngarmpun Vejjajiva (tailandês:งามพรรณ เวชชาชีวะ, RTGS: Ngamphan Wetchachiwa, o Jane Vejjajiva, Londres, 27 de Janeiro de 1960) é uma escritora e tradutora tailandesa.

## Biografia
Nasceu no Reino Unido onde os seus pais estudavam medicina. Sofreu uma paralisia cerebral peri-natal e tem uma cadeira de rodas. Em 1964, a sua família regressou a Tailândia e cresceu em Bangkok. Estudou na Universidade de Thammasat e tradução e interpretação em Bruxelas. É irmã do antigo primeiro-ministro Abhisit Vejjajiva.
Agora trabalha em copyrights: Silkroad Publishers Agency.

### Obra
- ความสุขของกะทิ, 2003 [1]
- ความสุขของกะทิ ตอน ตามหาพระจันทร์, 2006

## Prêmios
- 1999 - Chevalier Ordre des Arts et des Lettres.
- 2006 - S.E.A. Write Award